# Operatie Model 5

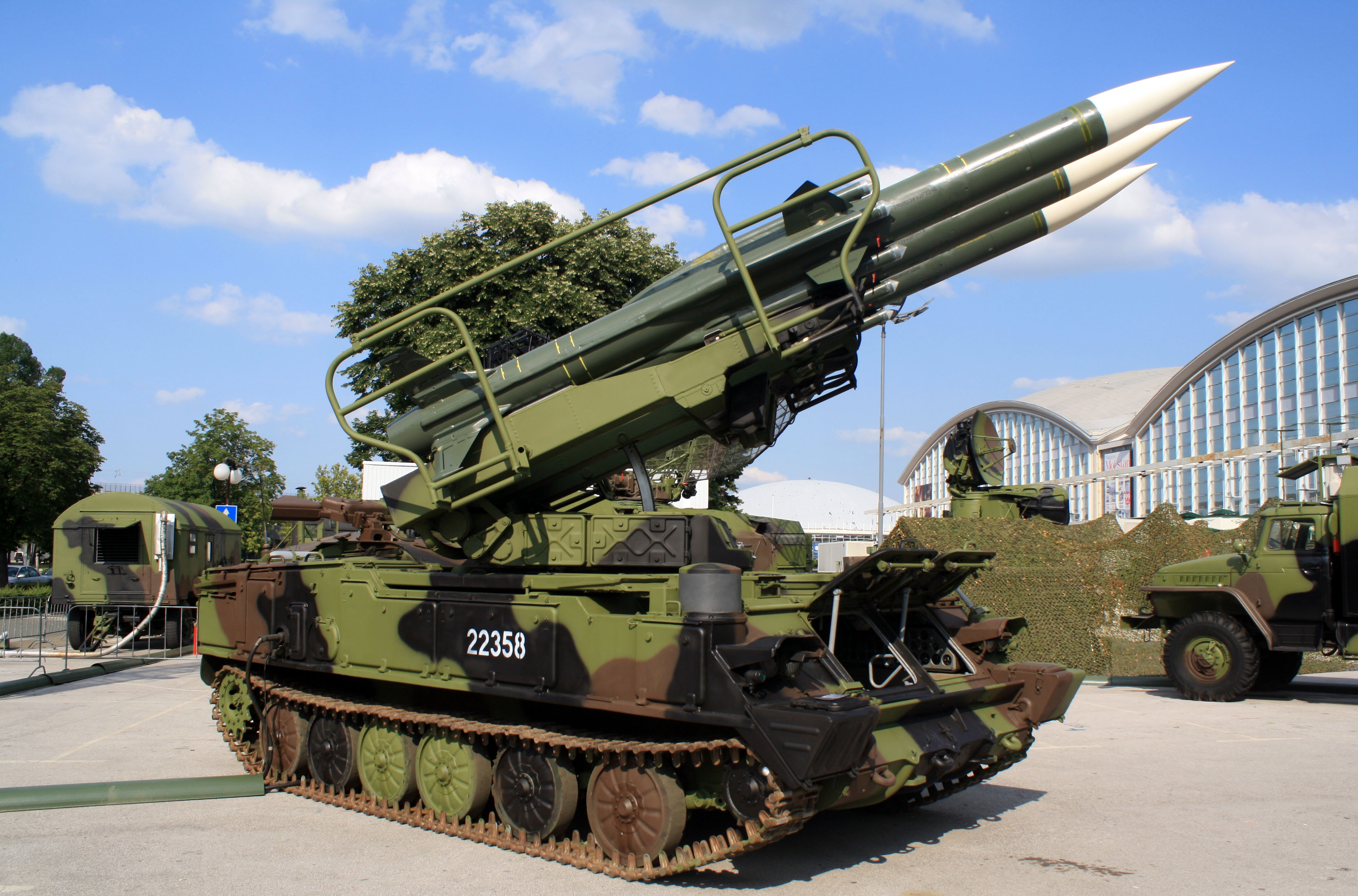
De mobiele SAM-6 was het meest effectief en het moeilijkst te raken.

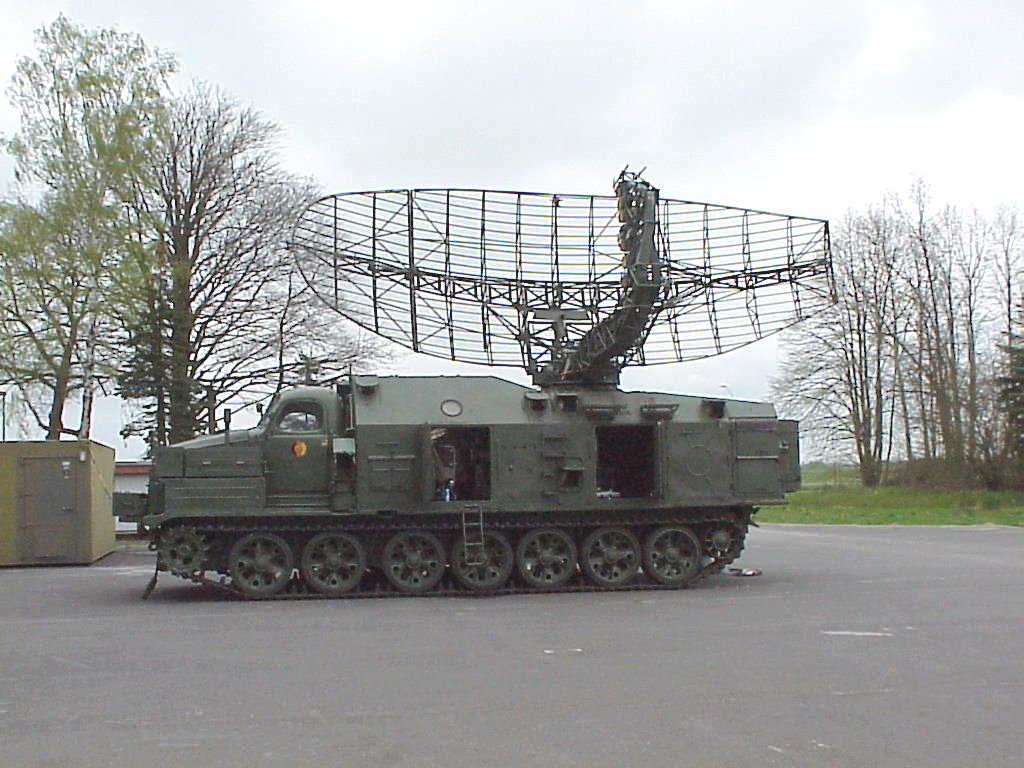
De ultra-high frequency “P-40 armour” radar.

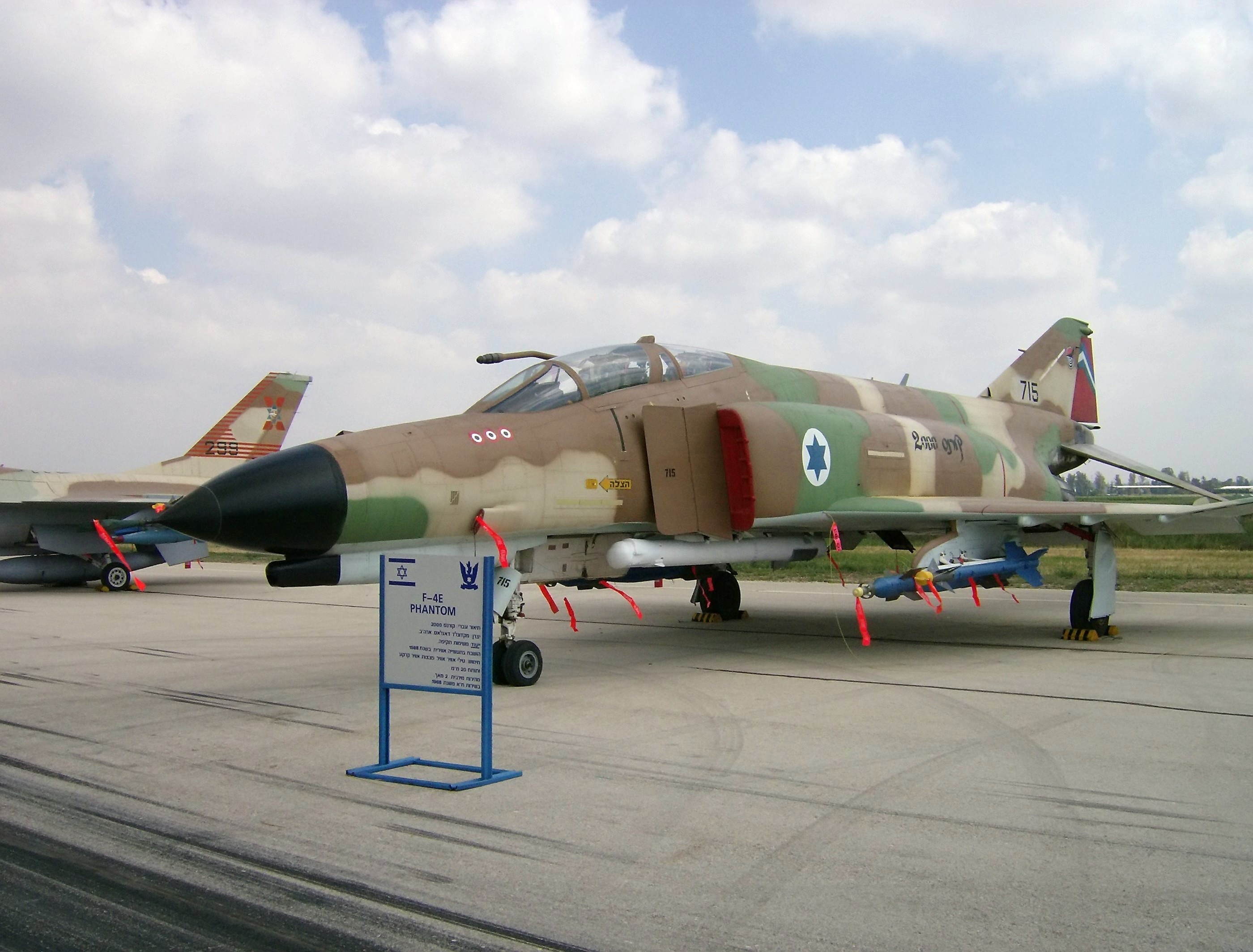
De McDonnell Douglas F-4 Phantom II vlogen laag onder de radar.

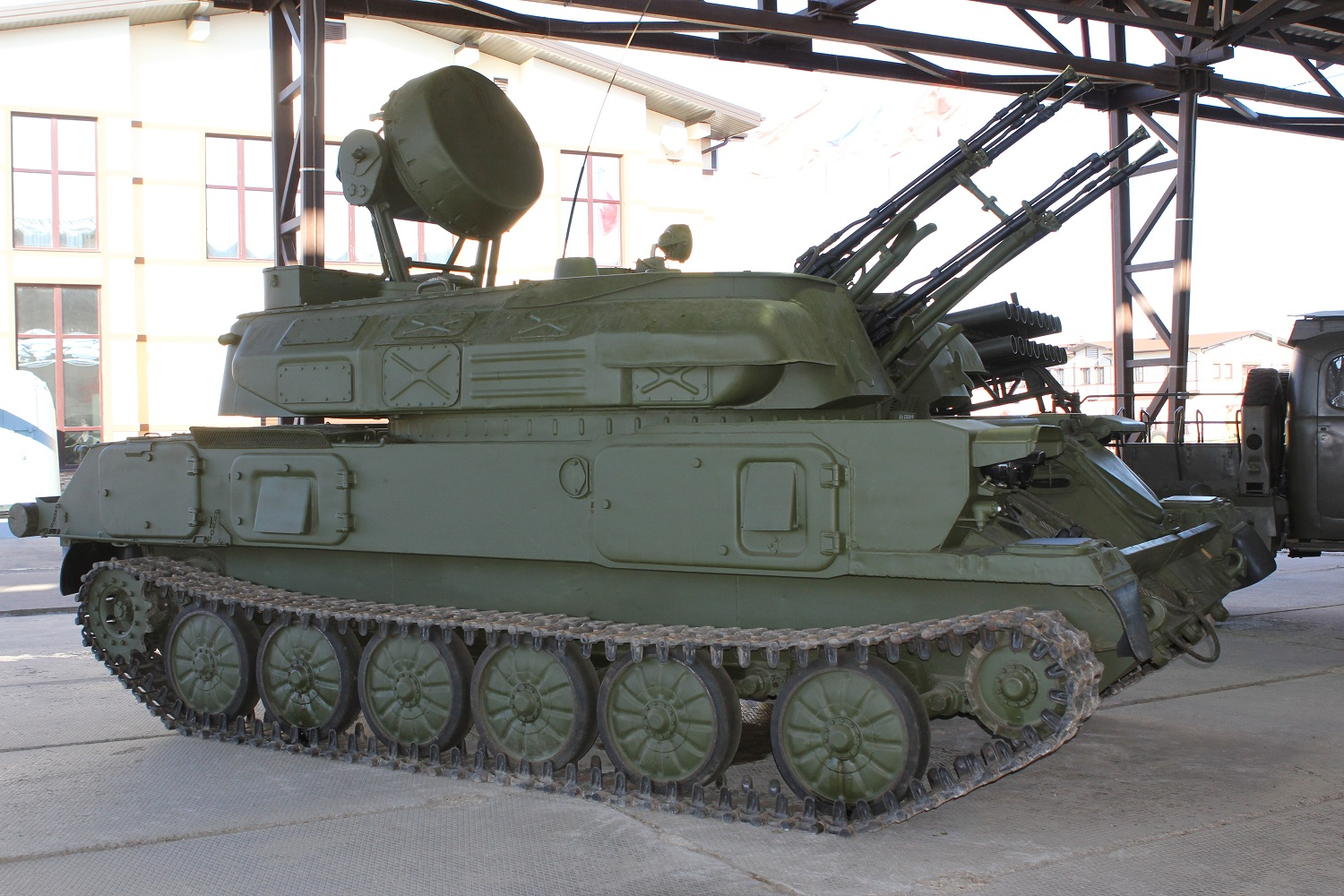
De ZSOe-23-4 Sjilka kon de laag vliegende vliegtuigen treffen.

Operatie Model 5 (Hebreeuws: דוגמן 5, “Doogman 5”) was een operatie voor Suppression of Enemy Air Defences door de Israëlische luchtmacht op 7 oktober 1973 tegen Syrische luchtdoelraketten in de Golanhoogvlakte bij het begin van de Jom Kipoer-oorlog.
De Israëlische luchtmacht verloor 24 vliegtuigen en 24 piloten en kon maar een enkele batterij SAM-3 luchtdoelraketten vernietigen.

## Voor de operatie
Op de joodse feestdag Jom Kipoer 6 oktober 1973 waren de Syrische strijdkrachten de tijdens de Zesdaagse Oorlog verloren gegane Golanhoogvlakte ingereden met 600 tanks  en 80 batterijen artillerie om ze te heroveren op Israël. Ze hadden ook batterijen luchtdoelraketten mee, die het de Israëlische luchtmacht belette om de verdedigende Israëlische landmacht luchtsteun te bieden.
Op 7 oktober om 07:00 schoten Syrische luchtdoelraketten zes A-4 Skyhawk van de Israëlische luchtmacht neer. De eerste dag van de oorlog verloor de Israëlische luchtmacht 34 vliegtuigen.

## De operatie
De commandant van de Israëlische luchtmacht, aluf Benny Peled leidde de operatie om de luchtdoelraketten uit te schakelen.
Het plan bestond erin om de batterijen met luchtdoelraketten te bombarderen met gewone bommen. De vliegtuigen moesten laag vliegen onder de radars voor vuurleiding van de SAM batterijen en om detectie door de ultra-high frequency radars “P-15 tropa” en “P-40 armour” te voorkomen. De operatie startte om 12:00.
Door gebrekkig werk van de Israëlische Militaire Inlichtingendienst, verouderde luchtfotografie, gebrekkige sigint en elektronische oorlogvoering vonden de vliegtuigen de batterijen luchtdoelraketten niet, want ze waren verplaatst, in het bijzonder de mobiele SAM-6, die de meeste vliegtuigen neerhaalden.
24 McDonnell Douglas F-4 Phantom II werden neergeschoten en 24 andere konden beschadigd terugvliegen naar de luchtmachtbasis Ramat David. De meeste waren beschadigd door de tank ZSOe-23-4 Sjilka met 4 snelvuurkanonnen van kaliber 23 mm die de laag vliegende vliegtuigen kon treffen.
Negen piloten sneuvelden en 15 werden krijgsgevangene.
De vliegtuigen vernietigden een batterij SAM-3, beschadigden een batterij SAM-2 maar troffen geen enkele mobiele batterij SAM-6.

## Na de operatie
Om de verliezen aan te vullen kreeg Israël vanaf 14 oktober met Operation Nickel Grass van de Verenigde Staten twaalf Lockheed C-130 Hercules vliegtuigen uitgerust voor elektronische oorlogvoering en sigint en ook 36 nieuwe McDonnell Douglas F-4 Phantom II vliegtuigen en 36 nieuwe A-4 Skyhawks alle met voorzieningen voor elektronische oorlogvoering.
Een commissie  onder leiding van opperrechter Shimon Agranat onderzocht tot 30 januari 1975 de in de Jom Kipoer-oorlog begane fouten en leverde een verslag van 1500 pagina’s met aanbevelingen.
In 1982 vernietigde de Israëlische luchtmacht met Operatie Veenmol 19 in twee uur de Syrische luchtafweer in de Bekavallei in Libanon.